# 岡村一心堂病院
社会医療法人岡村一心堂病院（しゃかいいりょうほうじんおかむらいっしんどうびょういん）は、岡山県岡山市東区西大寺南にある総合病院。

## 沿革
- 1988年5月1日 - 個人病院として開設（許可病床152床、当初の使用許可病床52床）[1][2]。
- 1988年 - 人工心肺、IABP装置導入[2]。
- 1989年 - MRI導入、電脳部（医療ソフト開発部）発足[2]。
- 1991年 - 院内保育所開設、看護部週40時間、その他42時間労働制試行[2]。
- 1992年 - 医療法人岡村一心堂設立、腹腔鏡手術導入[2]。
- 1994年 - 救急二次協力病院[2]。
- 1995年 - 院内週40時間労働制完了、ゆとり創造賞（岡山労働基準局）受賞。内科365日診療開始、開放型病院施設基準届出[2]。
- 1997年 - 病院機能評価認定（一般病院B-基幹的病院）[2]。
- 1998年 - ガンマナイフ導入。看護師宿舎落成[2]。
- 1999年 - ハイパーサーミア（温熱療法　出力1.5Kw）導入、病児保育室開設[2]。
- 2000年 - 指定居宅介護支援事業者登録、院内PHSシステム導入[2]。
- 2001年 - 終夜睡眠ポリグラフィー導入[2]。
- 2003年 - 高気圧酸素治療装置（空気加圧方式）導入、マルチスライスCT導入[2]。
- 2004年 - 定位放射線治療開始[2]。
- 2005年 - 有料老人ホーム（モアライフ）開設[2]。
- 2007年 - 障害者等一般病棟48床、緩和ケア病棟（19床）、一般病床（85床）の病棟編成に変更。7：1看護体制（9/1より亜急性期病床4床）、子育て支援企業宣言。岡山大学、済生会病院協力型臨床研修病院、がん治療認定医機構研修施設認定[2]。
- 2008年 - 開院20周年記念式典、ベトナム視察団来院（ロンアン県医療高度化支援調印）[2]。
- 2010年 - メディカルクラーク（医療事務作業補助）を医局内に組織する[2]。
- 2011年
  - 3月 - 東日本大震災に医師、看護師派遣[2]。
  - 4月 - 放射線治療科専門医招聘、DPC対象病院届け出[2]。
  - 8月 - 観光庁 医療観光調査研究対象に指定[2]。
  - 9月 - コンピュータ断層撮影|320列CT導入[2]。
- 2012年
  - 4月 - 病理専門医招聘[2]。
  - 9月 - へき地診療開始（裳掛診療所）[2]。
- 2013年
  - 4月 - 医療ネットワーク岡山に参加[2]。
  - 7月 - 東日本大震災支援活動（医師、看護師）[2]。
- 2014年
  - 4月 - 社会医療法人認可。3D腹腔鏡手術装置導入[2]。
  - 7月 - 院内弁護士招聘[2]。
- 2015年
  - 4月 - ESWL導入。婦人科常勤医師招聘[2]。
  - 10月 - 「ガンマナイフ」パーフェクションにバージョンアップ[2]。
  - 11月	- 第10回地域医療連携交流会開催（161名来場）[2]。
- 2016年
  - 3月 - トモシンセシス技術を搭載したマンモグラフィー装置へ更新[2]。
  - 4月 - 日本泌尿器科学会「専門医基幹教育施設」に認定[2]。
  - 12月 - MRIを心機能検査に有用な Phillips Ingenia 1.5Tに更新[2]。

## 保険指定施設
- 保険医療機関（健康保険法・国民健康保険法）
- 救急告示病院

## 認定病床数
- 一般病床：152床
  - （DPC病床：34床）
  - （地域包括ケア病棟：49床）
  - （障害者施設等一般病棟：48床）
  - （緩和ケア病棟：21床）

## 診療科
- 内科
- 外科
- 整形外科
- 脳神経外科
- 耳鼻咽喉科
- 眼科
- 泌尿器科

- 皮膚科
- 形成外科
- 心療科
- 心臓血管外科
- 呼吸器内科
- 神経内科
- 放射線診断科

- 放射線治療科
- 消化器外科
- 麻酔科
- リハビリテーション科
- 循環器内科
- 消化器内科
- 肛門外科

- 腫瘍内科
- 糖尿病・代謝内科
- 腫瘍外科
- 臨床検査科
- 緩和ケア内科
- 人工透析内科
- 救急科

- 婦人科
- 病理診断科
- 脊髄・脊椎外来
- 睡眠時無呼吸外来
- がんの相談外来
- 肝臓外来
- 人間ドック・健診

## 周辺施設
- 岡山市東区役所
- 岡山市東区消防署
- 天満屋ハピータウン西大寺店
- 岡山東警察署

## 交通
- JR赤穂線「西大寺駅」より徒歩で約15分。
- JR「岡山駅」より車で約15分。